# Joskar-Ola
Joskar-Ola (mari és orosz nyelven: Йошка́р-Ола́) város Oroszországban, Mariföld fővárosa.

## Lakossága
- 1989-ben 241 600 lakosa volt.
- 2002-ben 256 719 lakosa volt, melynek 68%-a orosz, 24%-a mari, 4,3%-a tatár.
- 2010-ben 248 782 lakosa volt, melynek 61,3%-a orosz, 23,3%-a mari, 4,1%-a tatár.

## Neve
Neve mari nyelven "vörös várost" jelent. A Kis-Koksaga folyó partján fekvő, 1584-ben alapított település neve kezdetben Carjov Gorodok na Koksage, majd évszázadokig Carjovokoksajszk (oroszul: Царёвококшайск) volt; 1919 és 1927 között Krasznokoksajszknak (oroszul: Краснококшайск) hívták, 1927 óta Joskar-Ola.

## Gazdasága
A második világháború után a város jelentős ipari és közlekedési csomóponttá nőtte ki magát. A Szovjetunió bukásával a mesterségesen felduzzasztott ipar kifulladt. Jelenleg fontos a város életében a (fekete)kereskedelem.

## Közlekedés
Vonat- és buszhálózat köti össze Oroszország más városaival. Moszkvával és Kazannyal napi vonatforgalmat bonyolít le. Moszkva és néhány környező város busszal is elérhető. A város központjától 9 km-re északra fekszik egy kis repülőtér.
A városon belüli közlekedést szolgálja a busz-, trolibusz- és iránytaxi-hálózat (oroszul: marsrutki, маршрутки).

## Oktatás
- Mari Állami Egyetem (Марийский государственный университет)
- Mari Állami Műszaki Egyetem (Марийский государственный технический университет)
- Mari Állami Pedagógiai Intézet (Марийский государственный педагогический институт)

## Testvérvárosok

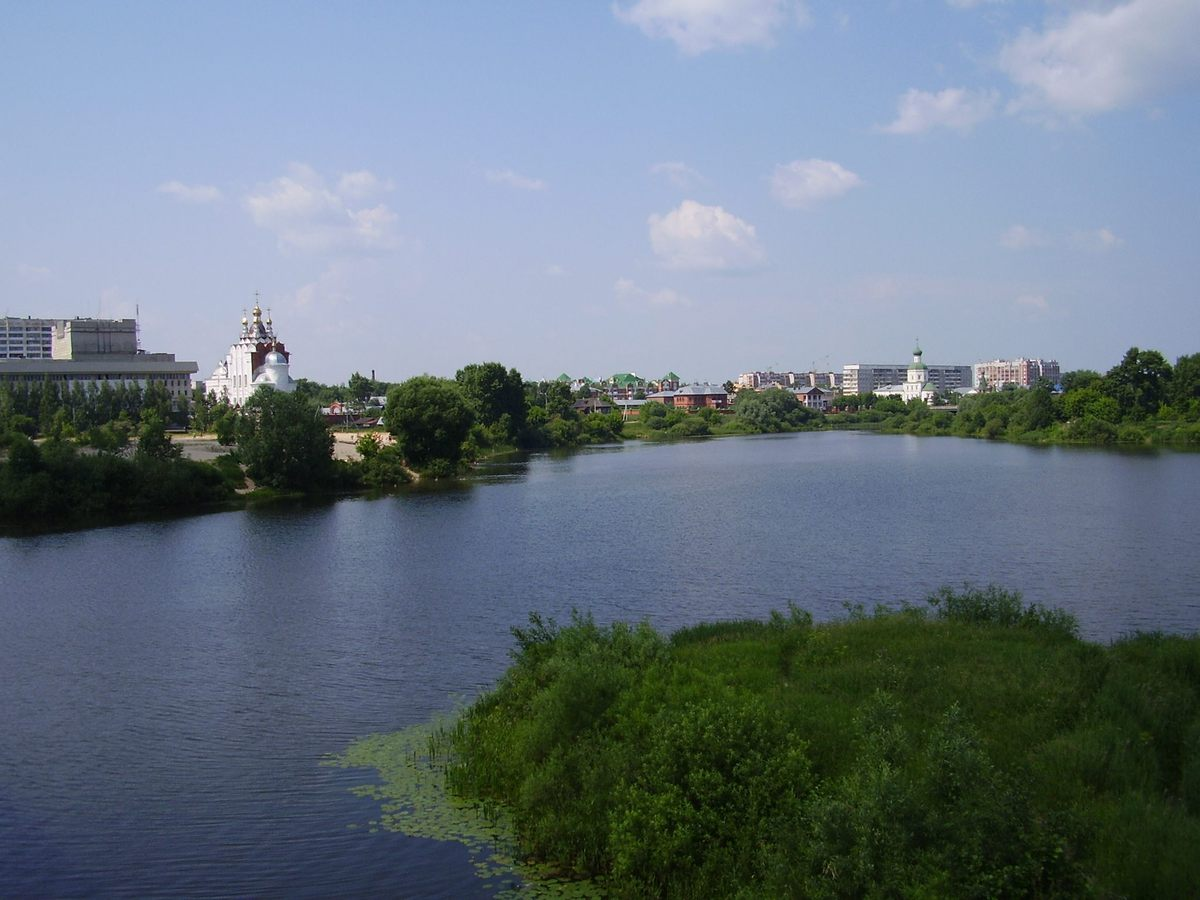
Joskar-Ola látképe a Kis-Koksaga folyóról

- Szombathely, (Magyarország) 1971
- Lyon, (Franciaország) 1993
- Bourges, (Franciaország) 2005
- Princeton, (USA, Nyugat-Virginia)

## Földrajz

### Éghajlat
| Hónap                         | Jan.  | Feb.  | Már.  | Ápr.  | Máj. | Jún. | Júl. | Aug. | Szep. | Okt.  | Nov.  | Dec.  | Év    |
| ----------------------------- | ----- | ----- | ----- | ----- | ---- | ---- | ---- | ---- | ----- | ----- | ----- | ----- | ----- |
| Rekord max. hőmérséklet (°C)  | 4,5   | 5,0   | 14,3  | 27,3  | 33,4 | 36,8 | 38,6 | 39,1 | 31,6  | 23,9  | 12,2  | 7,2   | 39,1  |
| Átlagos max. hőmérséklet (°C) | −7,8  | −6,6  | 0,0   | 10,3  | 18,9 | 23,2 | 25,2 | 22,5 | 15,8  | 7,6   | −1,1  | −5,8  | 8,6   |
| Átlaghőmérséklet (°C)         | −11,3 | −10,6 | −4,4  | 5,3   | 12,7 | 17,3 | 19,3 | 16,9 | 11,2  | 4,4   | −3,5  | −8,8  | 4,1   |
| Átlagos min. hőmérséklet (°C) | −14,7 | −14,5 | −8,7  | 0,3   | 6,4  | 11,3 | 13,4 | 11,2 | 6,5   | 1,1   | −6,0  | −11,7 | −0,4  |
| Rekord min. hőmérséklet (°C)  | −40,4 | −38,1 | −31,7 | −19,3 | −5,4 | −1,3 | 2,0  | −0,2 | −7,0  | −13,6 | −31,3 | −39,5 | −40,4 |
| Átl. csapadékmennyiség (mm)   | 39    | 27    | 31    | 31    | 39   | 64   | 75   | 64   | 57    | 52    | 47    | 43    | 568   |
| Forrás: meteolabs.ru          |       |       |       |       |      |      |      |      |       |       |       |       |       |